# 에스테글랄 쿠제스탄 FC
에스테글랄 멜리-사나티 쿠제스탄 FC(페르시아어: اشگاه فوتبال استقلال ملی-صنعتی خوزستان)는 짧게 에스테글랄 쿠제스탄 FC이라고도 불리며 이란의 아바즈를 연고로 하는 축구 클럽이다. 이 팀은 2011년에 창단 되었고 2013년 2부리그 아자데간 리그에서 승격한 이후 2024년 현재 페르시안 걸프 프로리그에 참가하고 있다.

## 수상

### 국내 대회
- 페르시안 걸프 프로리그
  - 우승 1회: 2015-16
- 아자데간 리그
  - 우승 1회: 2012-13
- 이란 리그 2
  - 우승 1회: 2010-11
- 이란 슈퍼컵
  - 준우승 1회: 2016

## 선수 명단

### 현역
참고: FIFA 자격 규정에 따라 소속된 국가대표팀 국기를 표시합니다. 선수는 복수의 FIFA 비회원국 국적을 가지고 있을 수 있습니다.
| 번호 | 포지션 | 국적 | 이름                     |
| ---- | ------ | ---- | ------------------------ |
| 19   | FW     |      | 구스타보 블랑코 레시추크 |

| 번호 | 포지션 | 국적 | 이름 |
| ---- | ------ | ---- | ---- |

## 역대 감독
| 감독          | 임기   |
| ------------- | ------ |
| 피초 모시메인 | 2024 ~ |

## 같이 보기
- 에스테글랄 FC